# Ralstonia metallidurans
Ralstonia metallidurans (CH34) è un batterio Gram-negativo: forma un bacillo che è capace di sopravvivere e fiorire anche in presenza di elevate concentrazioni di metalli pesanti, e pare inoltre avere un ruolo vitale nel depositarsi dell'oro in pepite, un metallo generalmente ad elevata tossicità per molti microrganismi . Il suo genoma è stato interamente sequenziato .
Questo batterio è inoltre formalmente conosciuto anche coi nomi di Ralstonia eutropha e Alcaligenes eutrophus.